# Free (album de Dana International)
Pour les articles homonymes, voir Free.
Albums de Dana International
The Album Yoter ve yoter
Free est le cinquième album studio de la chanteuse israélienne Dana International. Il est sorti dans une première version en 1999 en Europe et Afrique du Sud, dans une seconde au Japon en janvier 2000 et enfin dans une troisième version en Israël en mars 2000. La plupart des titres des éditions japonaise et israélienne ont été remixés.

## Liste des titres

### Édition européenne (1999)
1. Dror yikra (traditional prayer for freedom) (Traditional / Rob Bolland - Ferdi Bolland - Ofer Nisim) 4:03
2. Free (Stevie Wonder) 2:56
3. Love is all there is (W. Sela - Michael Garvin - Anthony Smith) 3:25
4. Language of love (Billy Lawrie - Peter Hartmann - Jan Langhoff) 3:36
5. La vita è bella (life is beautiful) (Rob Bolland - Ferdi Bolland) 4:02
6. Tease me (L. Oianu / D. Kreuger - J. Elofsson - C. Carlsson - N. Olausson) 3:52
7. If you don't love me the way I am (W. Sela - Michael Garvin) 2:52
8. This is the night (Rob Bolland - Ferdi Bolland) 4:41
9. Ani ohevet (I love) (Yoav Ginai / Ofer Nissim) 4:00
10. Glamorous (Rob Bolland - Ferdi Bolland) 4:32
11. Woman in love (C&N remix) (Barry, Maurice & Robin Gibb) 3:36
12. Diva'99 (Yoav Ginai / Tzvika Pick) 3:59
13. Free (C&N remix) (Stevie Wonder) 7:50

### Édition japonaise (2000)
1. Dror yikra (traditional prayer for freedom) (Traditional / Rob Bolland - Ferdi Bolland - Ofer Nisim) 4:10
2. Free (Stevie Wonder) 2:53
3. Diva (2000 remix) (Yoav Ginai / Tzvika Pick) 3:48
4. Love is all there is (W. Sela - Michael Garvin - Anthony Smith) 3:52
5. Language of love (Billy Lawrie - Peter Hartmann - Jan Langhoff) 3:36
6. La vita è bella (life is beautiful) (Rob Bolland - Ferdi Bolland) 3:28
7. Tease me (L. Oianu / D. Kreuger - J. Elofsson - C. Carlsson - N. Olausson) 3:52
8. If you don't love me the way I am (W. Sela - Michael Garvin) 3:52
9. This is the night (Rob Bolland - Ferdi Bolland) 3:51
10. Ani ohevet (I love) (Yoav Ginai / Ofer Nissim) 3:32
11. Glamorous (Rob Bolland - Ferdi Bolland) 3:38
12. Woman in love (C&N single remix) (Barry, Maurice & Robin Gibb) 3:36
13. Diva'99 (Yoav Ginai / Tzvika Pick) 4:02
14. La vita è bella (remix) (Rob Bolland - Ferdi Bolland) 6:46

### Édition israélienne (2000)
1. Dror yikra (Traditional / Rob Bolland - Ferdi Bolland - Ofer Nisim) 4:00
2. Free (Stevie Wonder) 2:53
3. Mokher ha-prachim avec Alon Olearchik (Bezal el Aloni / Traditional) 3:50
4. Love is all there is (W. Sela - Michael Garvin - Anthony Smith) 3:52
5. Ad sof ha-zman (Eytan Nahmiyas Galas / Eli Avramov) 3:49
6. La vita è bella (life is beautiful) (Rob Bolland - Ferdi Bolland) 3:28
7. Glamorous (Rob Bolland - Ferdi Bolland) 3:38
8. Ani ohevet (Yoav Ginai / Ofer Nissim) 3:32
9. This is the night (Rob Bolland - Ferdi Bolland) 3:51
10. If you don't love me the way I am (W. Sela - Michael Garvin) 3:52
11. Woman in love (Barry, Maurice & Robin Gibb) 3:58
12. Free (Matin's anthem mix) (Stevie Wonder) 6:40
13. Diva (C&N project mix) (Yoav Ginai / Tzvika Pick) 7:10
14. Woman in love (C&N single remix) (Barry, Maurice & Robin Gibb) 3:24

+ bonus CD-rom : vidéo de Woman in love

## Singles
- Diva - 1998 (n°2 Belgique, n°3 Suède, n°7 Finlande, n°11 UK, n° 11 Nouvelle-Zélande, n°12 Norvège, n°15 Suisse, n°37 Autriche, n°59 France)
- Woman in love - 1999 (n°40 Belgique)
- Free - 1999
- Ani ohevet - 1999 (Israël)
- Ad sof ha-zman - 1999 (Israël)
- Mokher ha-prachim - 2000 (Israël)